# Diecezja Uppsali

Herb Archidiecezji Uppsali

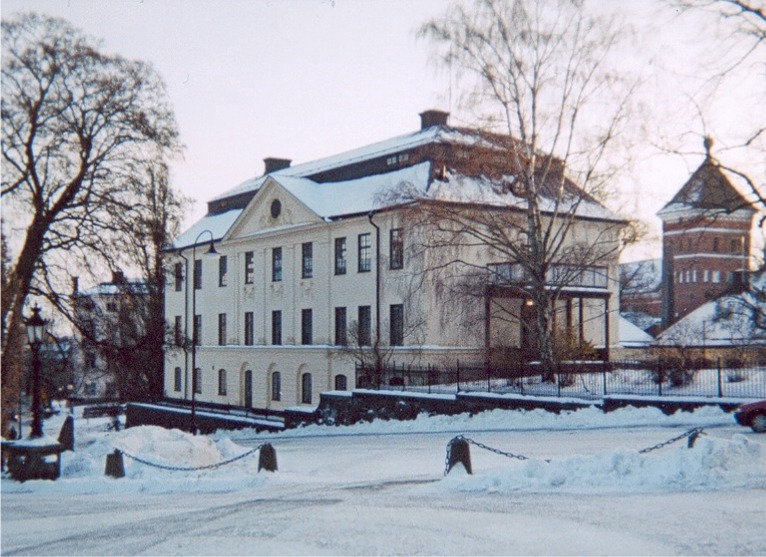
Pałac Arcybiskupi w Uppsali

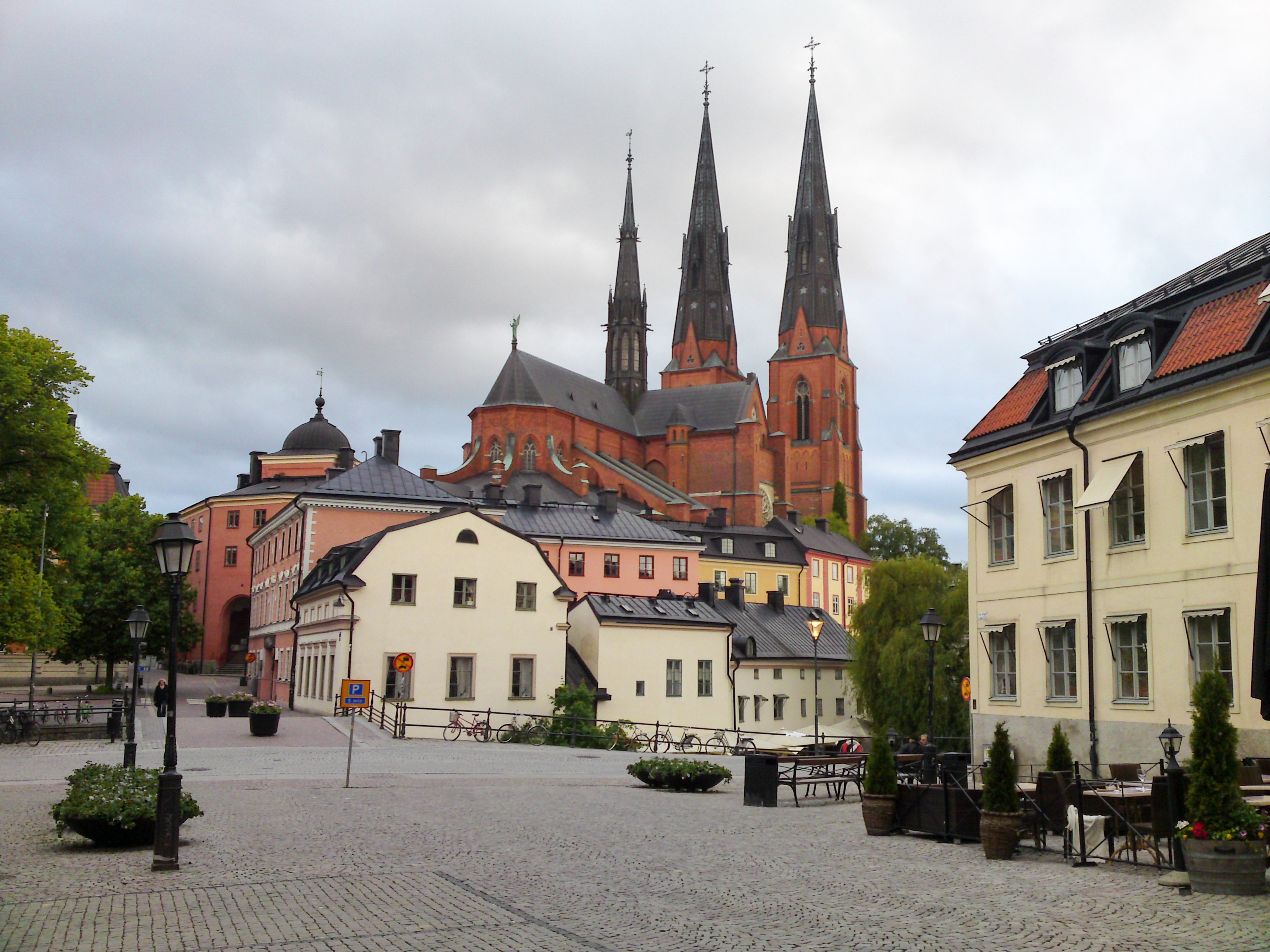
Katedra w Uppsali (szw. Uppsala domkyrka) jest największym kościołem diecezji oraz największą budowlą sakralną Skandynawii: ma 118,7 metrów długości (taka sama jest wysokość obu zachodnich wież), a jej szerokość wynosi 45 m

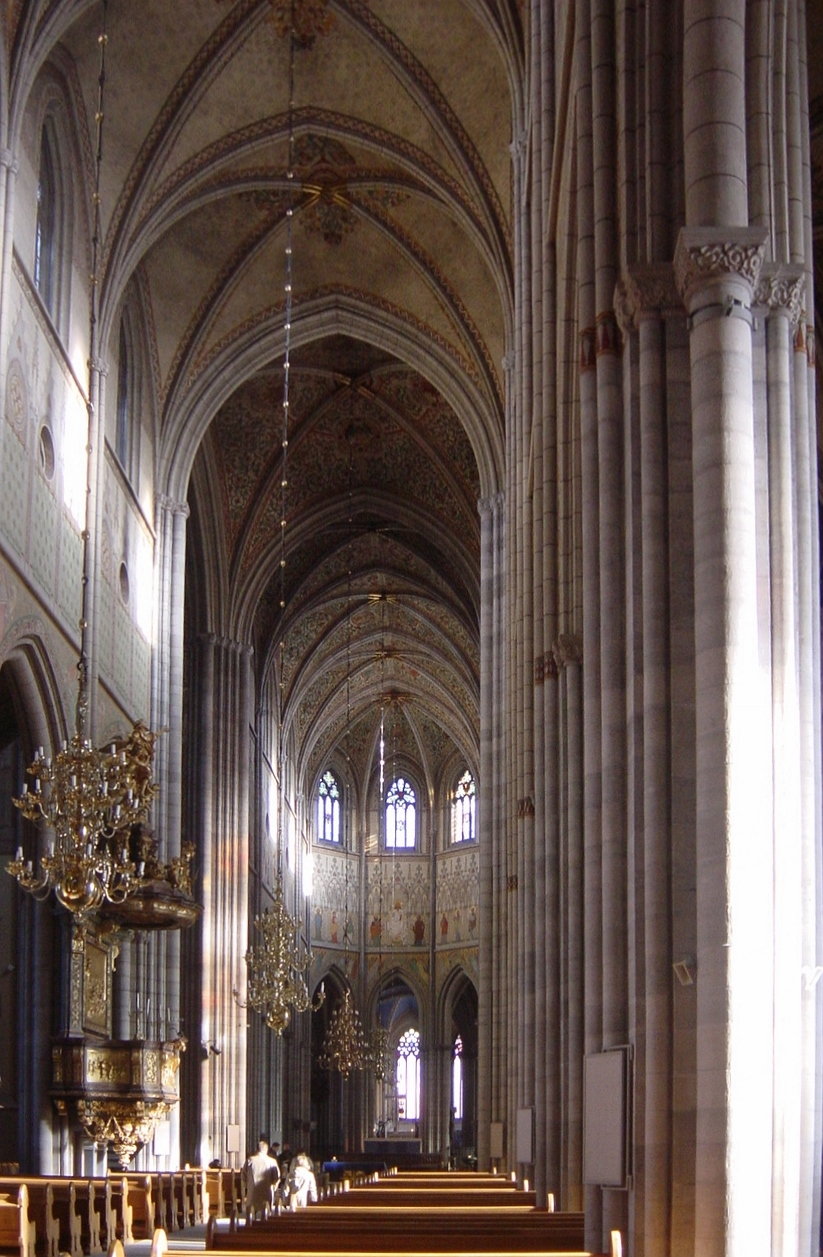
Wnętrze katedry w Uppsali – siedziby diecezji Uppsali

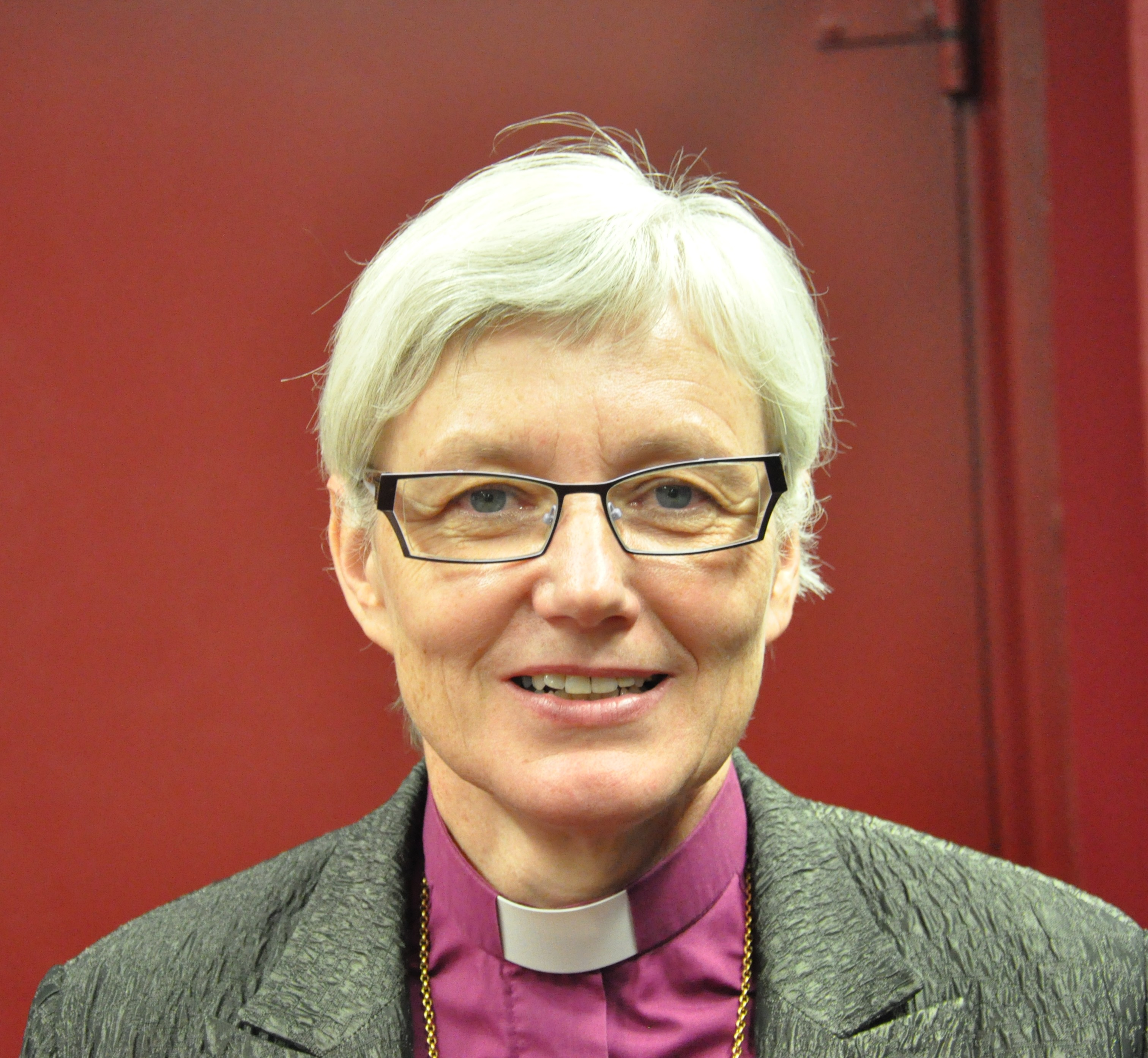
Antje Jackelén – arcybiskup Uppsali (od 15 czerwca 2014 roku)

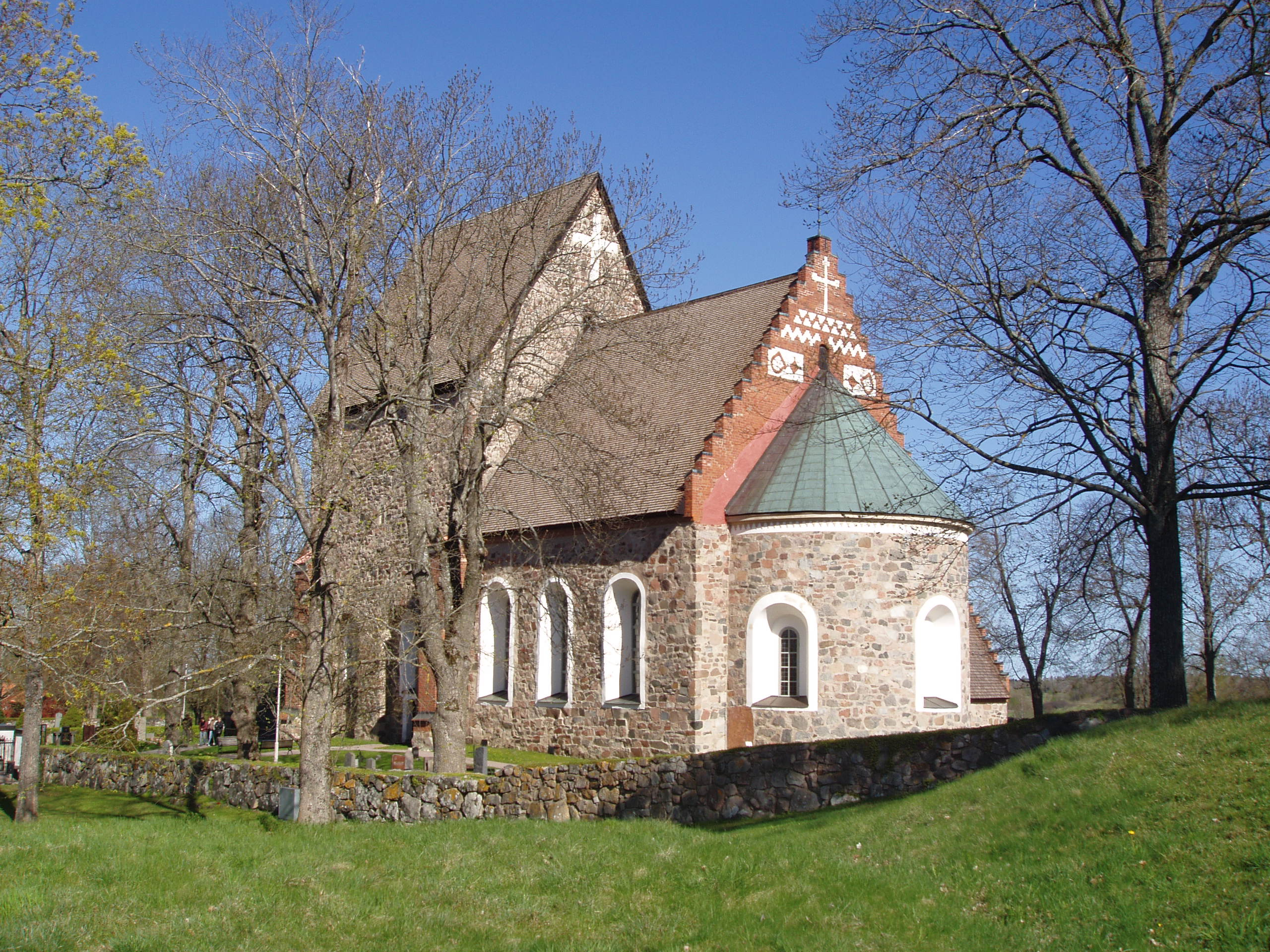
Poprzedniczka obecnej katedry w Uppsali, była katedra w Gamla Uppsala, obecnie kościół parafialny

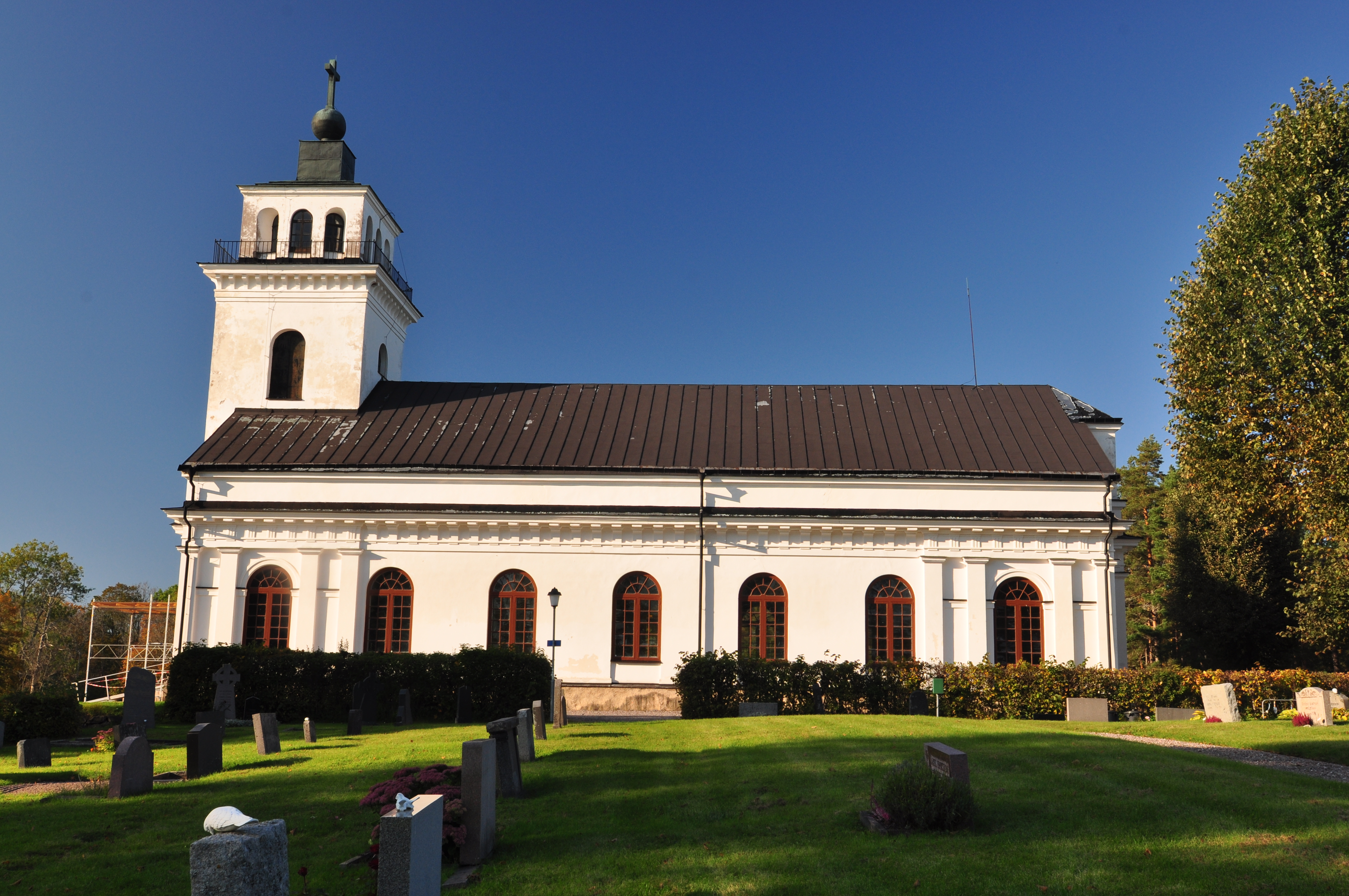
Kościół w Fosmark w gminie Östhammar w regionie Uppsala (1800 r.)

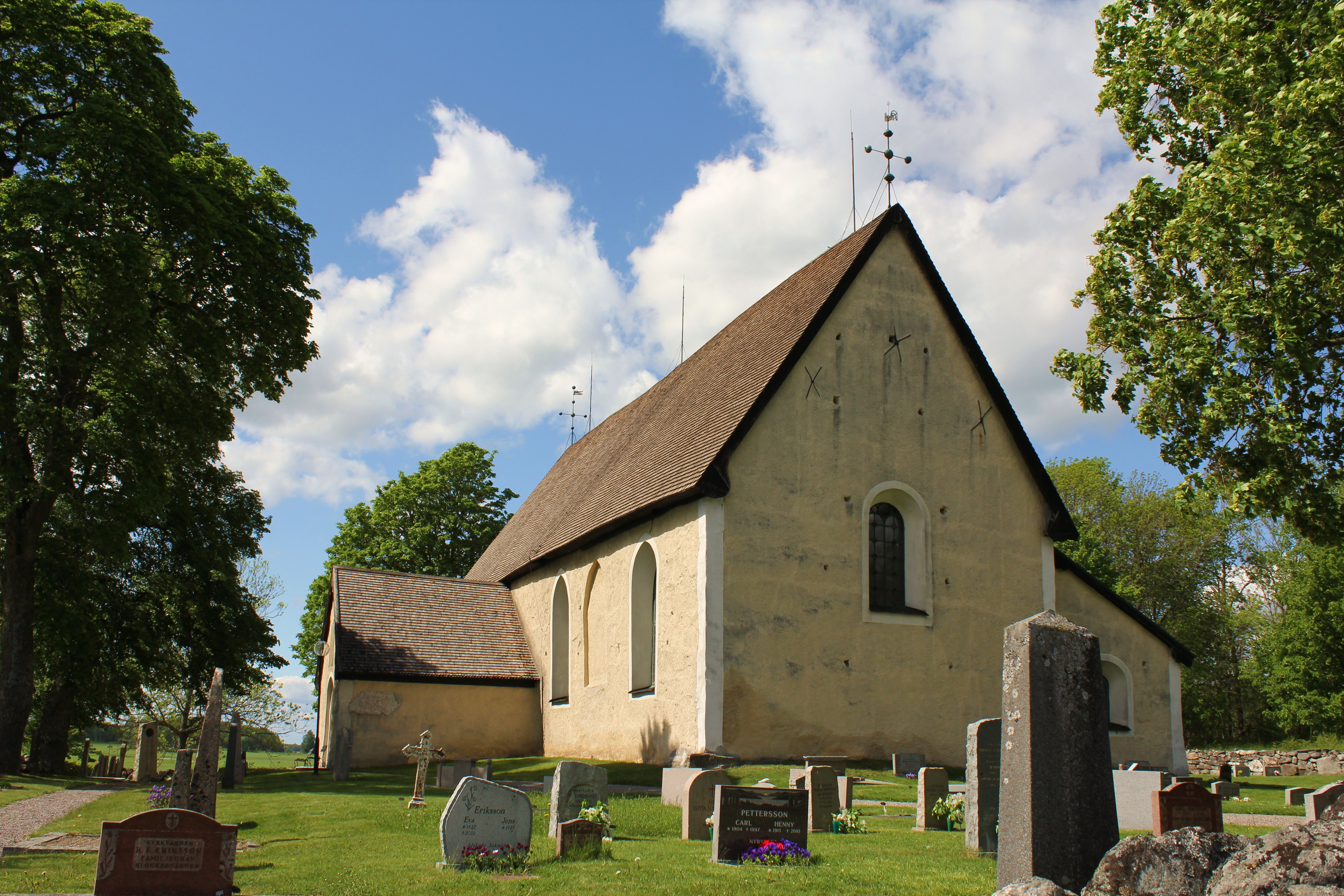
Kościół Kungs-Husby w gminie Enköping w regionie Uppsala (XIV wiek)

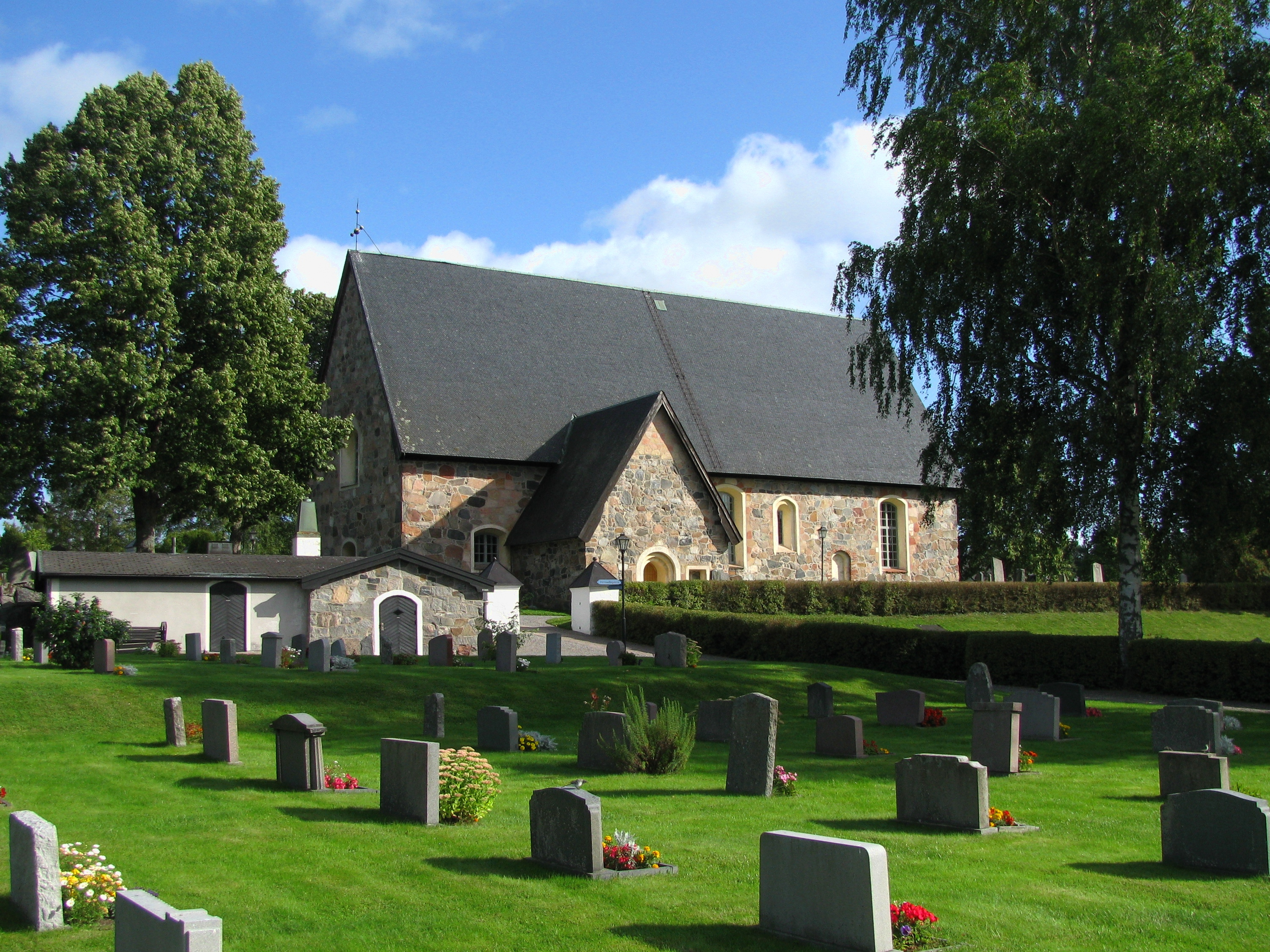
Kościół Länna w gminie Norrtälje – jeden z najstarszych w diecezji (XII wiek)

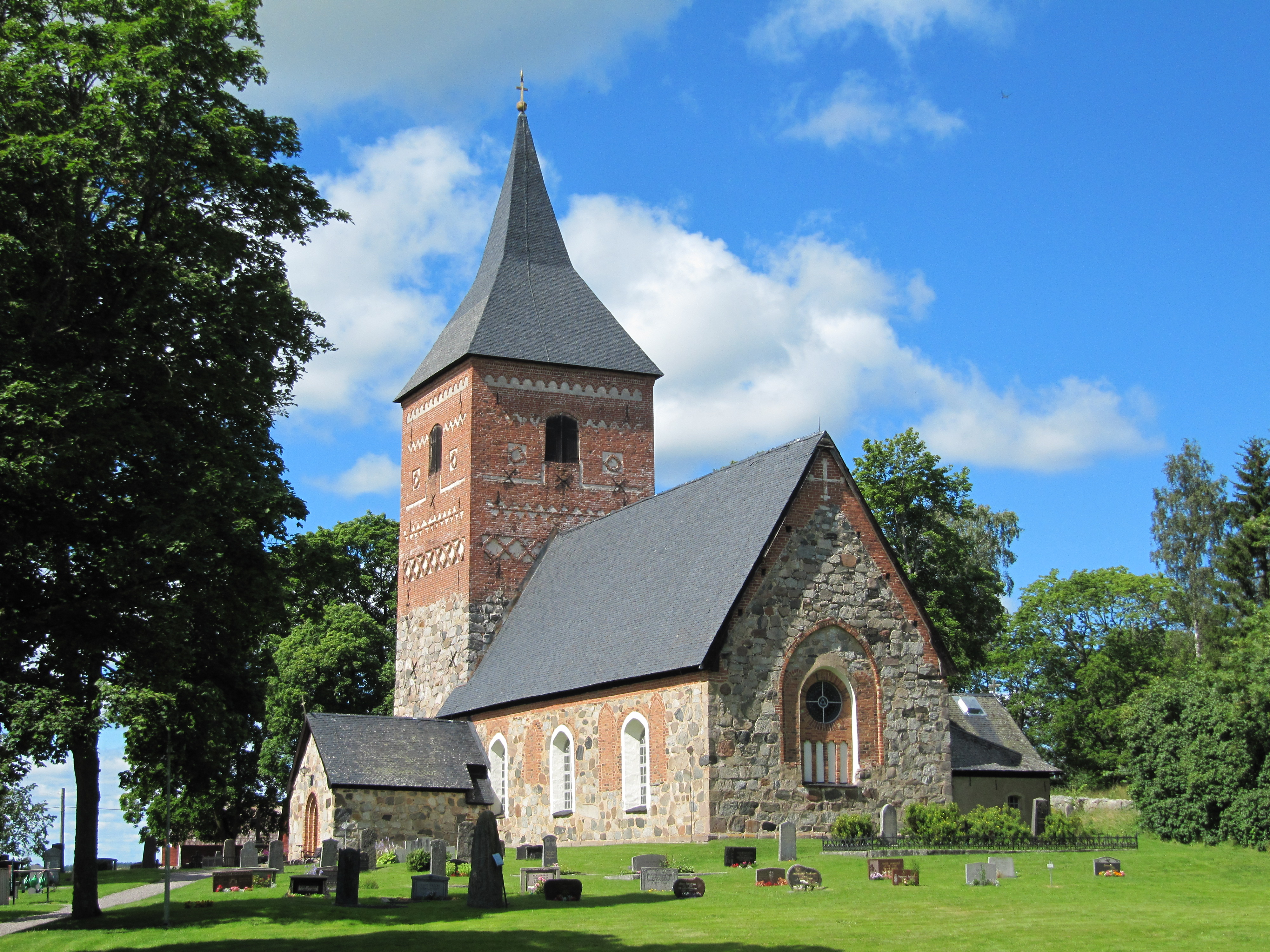
Kościół Skepptuna w gminie Sigtuna – jeden z najstarszych na terenie diecezji (XIII wiek)

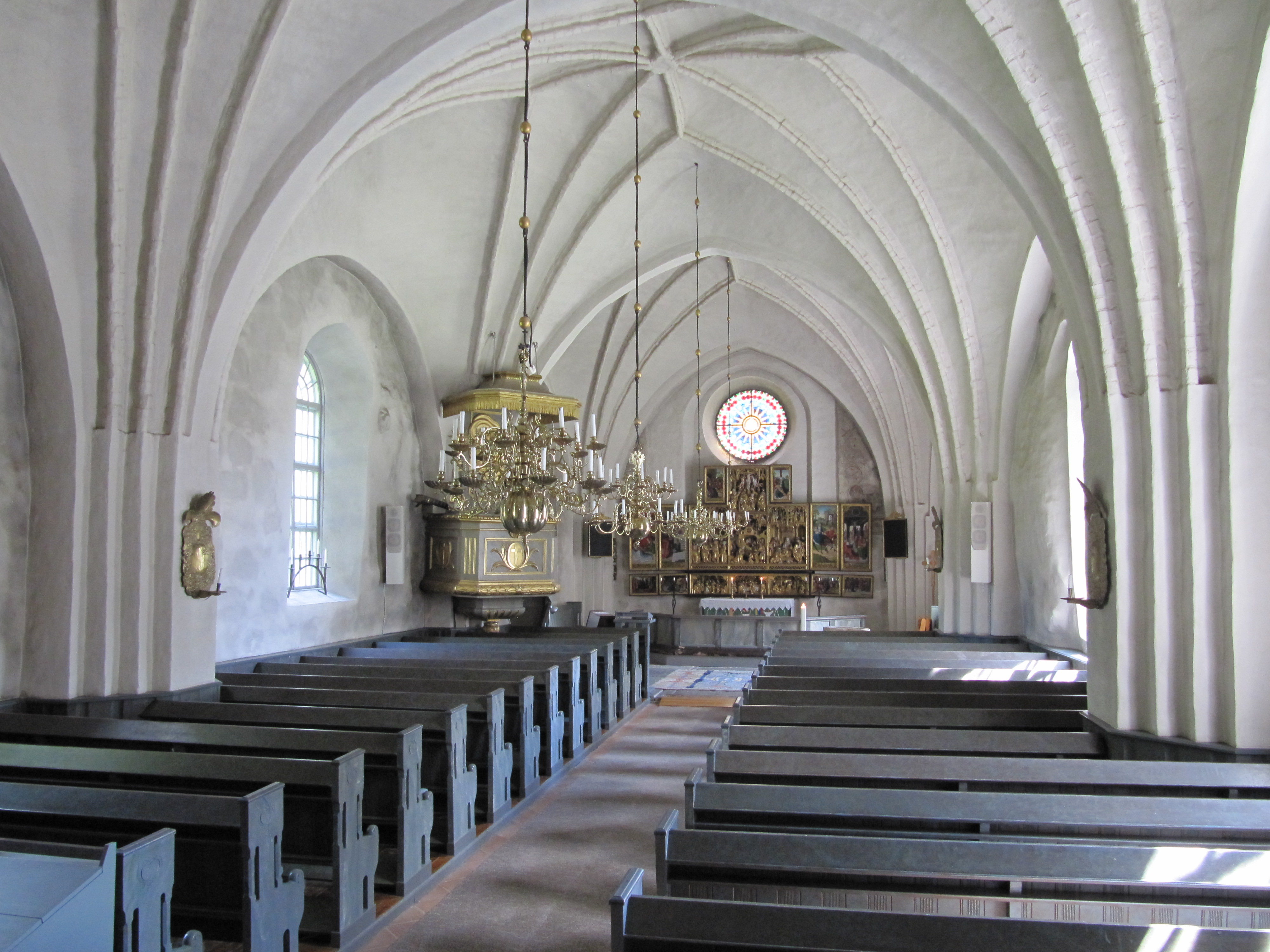
Surowe wnętrze kościoła Skepptuna w gminie Sigtuna jest charakterystyczne dla niemal wszystkich luterańskich kościołów diecezji Uppsali

Diecezja Uppsali (szw. Uppsala stift) – jedna z 13 diecezji ewangelicko-luterańskiego Kościoła Szwecji, z siedzibą w mieście Uppsala, 70 km na północ od Sztokholmu. Obejmuje obszary regionów Uppsala i Gävleborg oraz część regionów Sztokholm i Västmanland. Diecezja stanowi siedzibę arcybiskupa, który rezyduje w pałacu arcybiskupim w Uppsali. Od 29 sierpnia 2006 (objął funkcję w dniu 2 września 2006) funkcję tę pełni Anders Wejryd, który jednocześnie posiada tytuł zwierzchnika Kościoła Szwecji. Głównym kościołem diecezji jest katedra w Uppsali.
W latach 1164–1531 była to archidiecezja katolicka. Ostatnim katolickim arcybiskupem Uppsali był Johannes Magnus, a pierwszym luterańskim arcybiskupem Laurentius Petri.

## Historia

### Początki chrześcijaństwa w Szwecji
Zakorzenienie się chrześcijaństwa w Szwecji było procesem powolnym i długotrwałym. Misja biskupa Ansgara w Birce w IX wieku była przypuszczalnie epizodem niemającym znaczenia dla przyszłości. Jedynym pisanym źródłem dotyczącym historii wczesnego chrześcijaństwa na terenie Szwecji jest Historia Kościoła napisana około 1076 roku przez Adama z Bremy, z uzupełnieniami dodanymi około 1080 roku. Do źródeł innych niż pisane należą monety bite w Sigtunie w I połowie XI wieku, z napisem o chrześcijańskiej treści i znakiem krzyża, świadczące o trwalej obecności chrześcijaństwa w tym mieście.

### Historia diecezji
Według Adama z Bremy arcybiskup Hamburga-Bremy Adalbert wyświęcił sześciu biskupów dla Szwecji. Dwóch z nich nigdy nie objęło swego stanowiska. Z pozostałych czterech jeden objął teren Västergötland i Östergötland z siedzibą w Skarze, drugi został wysłany do Sigtuny i Uppsali, trzeci na wyspy na Bałtyku z siedzibą w Birce, a czwarty do Hälsingland. Z tych czterech tylko biskup Skary miał pod swoją władzą określone terytorium, natomiast zakres terytorialny pozostałych diecezji nie był sprecyzowany. Wysłani do Szwecji biskupi byli w rzeczywistości misjonarzami, którzy musieli mieć święcenia biskupie w celu wykonywania czynności związanych z pełnieniem tego urzędu, jak: konsekracja kościołów, wyświęcanie księży, udzielanie chrztu i bierzmowania itp. Pierwszym biskupem Sigtuny został Adalward młodszy. Diecezja w Sigtunie miała przypuszczalnie charakter tymczasowy, a najpóźniej w latach 40. XII wieku siedzibą diecezji została Uppsala. W 1164 roku Szwecja otrzymała własnego arcybiskupa, którym został Stefan, wyświęcony przez papieża Aleksandra III w Sens ok. 5 sierpnia 1164 roku. Tym samym diecezja Uppsali stała się archidiecezją Szwecji. W 1273 siedziba arcybiskupa została przeniesiona z Uppsali do Östra Aros, będącego od dawna ośrodkiem osadnictwa i handlu. Powodem przeniesienia było uszkodzenie dotychczasowej katedry w wyniku pożaru, jaki dotknął ją w I połowie XIII wieku. Odbudowa okazała się niewskazana, ponieważ świątynię uważano za przestarzałą i położoną na prowincji. Około 1270 roku w Östra Aros rozpoczęto budowę nowej katedry. Na Östra Aros przeniesiono też nazwę Uppsala. Konsekracja katedry miała miejsce w 1435 roku.
W 1477 roku arcybiskup Jakob Ulvsson przy współdziałaniu regenta Stena Sture Starszego założył Uniwersytet w Uppsali.
Ostatnim katolickim arcybiskupem Uppsali był Johannes Magnus, usunięty z urzędu przez Gustawa Erikssona i zmuszony w sierpniu 1526 roku do opuszczenia Szwecji; w 1534 roku został w Watykanie wyświęcony na arcybiskupa Uppsali, ale w związku z zapanowaniem reformacji w Szwecji nie był w stanie objąć swego urzędu. Po śmierci Johannesa Magnusa arcybiskupem Uppsali został wybrany jego młodszy brat Olaus Magnus; i on również był arcybiskupem tytularnym. Zmarł w 1557 roku. W 1531 roku pierwszym luterańskim arcybiskupem Uppsali został wybrany i zatwierdzony przez króla Gustawa I Wazę Laurentius Petri.

## Podział terytorialny
Diecezja podzielona jest na 135 parafii (szw. församlingar), wchodzących w skład 11 dekanatów (szw. kontrakt):
- Hälsinglands norra,
- Hälsinglands södra,
- Gästriklands östra,
- Gästriklands västra,
- Örbyhus,
- Oland och Frösåker,
- Upplands västra,
- Uppsala,
- Upplands östra,
- Enköping,
- Sigtuna.

Na terenie diecezji zamieszkuje około 732 000 ludzi, z czego około 536 tys. osób deklaruje się jako członkowie Kościoła Szwecji (około 73,25% wszystkich mieszkańców). Do kościoła uczęszcza od 45% do około 90% wiernych – w zależności od parafii – przy czym największy odsetek wiernych biorących udział w nabożeństwach obserwuje się w wiejskich rejonach na północy, a najmniejszy w miastach i obszarach podmiejskich na południu.
Zaledwie trzy parafie w diecezji liczą ponad 30 tys. mieszkańców, a 28 parafii – mniej niż 1 tys. mieszkańców. Parafia katedralna w Uppsali jest największą parafią diecezji – na jej terenie zamieszkuje 43,3 tys. mieszkańców, z czego 65% przynależy do Kościoła Szwecji.

## Parafie diecezji Uppsali
Na terenie diecezji znajduje się 135 parafii:

- Enköpings församling
- Sparrsätra-Breds församling
- Tillinge och Södra Åsunda församling
- Boglösa församling
- Veckholms församling
- Litslena församling
- Villberga-Hacksta-Löts församling
- Fjärdhundra församling
- Lagunda församling
- Bomhus församling
- Gävle Heliga Trefaldighets församling
- Gävle Maria församling
- Gävle Staffans församling
- Hamrånge församling
- Hedesunda församling
- Hille församling
- Valbo församling
- Årsunda-Österfärnebo församling
- Hofors församling
- Ockelbo församling
- Järbo församling
- Ovansjö församling
- Sandvikens församling
- Torsåkers församling
- Bergsjö församling
- Hassela församling
- Ilsbo församling
- Bjuråker-Norrbo församling
- Delsbo församling
- Enånger-Njutångers församling
- Färila-Kårböle församling
- Los-Hamra församling
- Forsa-Högs församling
- Hälsingtuna-Rogsta församling
- Gnarps församling
- Harmånger-Jättendals församling
- Hudiksvall-Idenors församling
- Järvsö församling
- Ljusdal-Ramsjö församling
- Alfta-Ovanåkers församling
- Arbrå-Undersviks församling
- Bollnäs församling
- Rengsjö församling
- Hanebo-Segersta församling
- Norrala församling
- Trönö församling
- Ljusne församling
- Mo-Bergviks församling
- Skogs församling
- Söderala församling
- Sandarne församling
- Söderhamns församling
- Alunda församling
- Dannemorabygdens församling
- Frösåkers församling
- Ekeby församling
- Hökhuvuds församling
- Skäfthammars församling
- Öregrund-Gräsö församling
- Rasbo församling
- Rasbokils församling
- Stavby församling
- Tuna församling
- Älvkarleby-Skutskärs församling
- Hållnäs-Österlövsta församling
- Tegelsmora församling
- Vendels församling
- Tierp-Söderfors församling
- Tolfta församling
- Västlands församling
- Bro församling
- Häggeby församling
- Kalmar-Yttergrans församling
- Övergrans församling
- Skoklosters församling
- Alsike församling
- Husby-Långhundra församling
- Knivsta församling
- Lagga församling
- Östuna församling
- Vassunda församling
- Kungsängen-Västra Ryds församling
- Husby-Ärlinghundra församling
- Norrsunda församling
- Skepptuna församling
- Valsta församling
- Sigtuna församling
- Almunge församling
- Faringe församling
- Knutby-Bladåkers församling
- Häverö-Edebo-Singö församling
- Blidö församling
- Länna församling
- Riala församling
- Norrtälje-Malsta församling
- Frötuna församling
- Rådmansö församling
- Fasterna församling
- Gottröra församling
- Husby, Skederids och Rö församling
- Närtuna församling
- Rimbo församling
- Roslagsbro-Vätö församling
- Edsbro-Ununge församling
- Estuna och Söderby-Karls församling
- Lohärads församling
- Björkö-Arholma församling
- Väddö församling
- Bälingebygdens församling
- Balingsta församling
- Dalby församling
- Hagby församling
- Ramsta församling
- Uppsala-Näs församling
- Västeråkers församling
- Björklinge församling
- Skuttunge församling
- Viksta församling
- Nora församling
- Norra Hagunda församling
- Harbo församling
- Östervåla församling
- Enåkers församling
- Huddunge församling
- Västerlövsta församling
- Ärentuna församling
- Lena församling
- Tensta församling
- Vittinge församling
- Danmark-Funbo församling
- Gamla Uppsala församling
- Gottsunda församling
- Helga Trefaldighets församling
- Uppsala domkyrkoförsamling
- Vaksala församling

## Arcybiskupi Uppsali
Jeden z arcybiskupów Uppsali – Nathan Söderblom – w 1930 został uhonorowany Pokojową Nagrodą Nobla.

### Katoliccy arcybiskupi Uppsali
- 1164–1185 Stefan
- 1185–1187 Johan
- 1187–1197 Petrus
- 1198–1206 Olov Lambatunga
- 1207–1219 Valerius
- 1219 (1224)–1234 Olov Basatömer
- 1236–1255 Jarler
- 1255–1267 Lars
- 1274–1277 Folke Johansson
- 1278–1281 Jakob Israelsson
- 1281–1284 Johann Odulfsson
- 1285–1289 Magnus Bosson
- 1289–1291 Johan
- 1292–1305 Nils Allesson
- 1308–1314 Nils Kettilsson
- 1315–1332 Olov Björnsson
- 1332–1341 Petrus Filipsson
- 1341–1351 Heming Nilsson
- 1351–1366 Petrus Torkilsson
- 1366–1383 Birger Gregersson
- 1383–1408 Henrik
- 1408–1421 Jöns Gerekesson (Johannes Gerechini)
- 1421–1432 Johann Håkansson
- 1432–1438 Olov Larsson (Olaus Laurentii)
- 1433–1434 Arnold von Bergen
- 1438–1448 Nils Ragvaldsson (Nikolaus Ragvaldi)
- 1448–1467 Jöns Bengtsson Oxenstierna
- 1468–1469 Tord Pedersson
- 1469–1515 Jakob Ulvsson
- 1515–1517 Gustav Trolle
- 1520–1521 Gustav Trolle (pod duńskim zarządem)
- 1523–1544 Johannes Magnus (od 1526 na wygnaniu)
- 1544–1557 Olaus Magnus (na wygnaniu)

### Luterańscy arcybiskupi Uppsali
- 1531–1573 Laurentius Petri (Nericius)
- 1575–1579 Laurentius Petri Gothus
- 1583–1591 Andreas Laurentii Björnram
- 1593–1599 Abraham Angermannus
- 1599–1600 Nicolaus Olai Bothniensis
- 1601–1609 Olaus Martini (Olof Mårtensson)
- 1609–1636 Petrus Kenicius
- 1637–1646 Laurentius Paulinus Gothus
- 1647–1669 Johannes Canuti Lenaeus
- 1670–1676 Lars Stigzelius
- 1677–1681 Johannes Baazius der Jüngere
- 1681–1700 Olaus Svebilius (Olov Svebilius)
- 1700–1709 Erik Benzelius der Ältere
- 1711–1714 Haquin Spegel
- 1714–1730 Mattias Steuchius
- 1730–1742 Johannes Steuchius (Johannes Steuch)
- 1742–1743 Erik Benzelius der Jüngere
- 1744–1747 Jakob Benzelius
- 1747–1758 Henrik Benzelius
- 1758–1764 Samuel Troilius
- 1764–1775 Magnus Beronius
- 1775–1786 Karl Fredrik Mennander
- 1786–1803 Uno von Troil
- 1805–1819 Jakob Axelsson Lindblom
- 1819–1836 Carl von Rosenstein
- 1837–1839 Johan Olof Wallin(inne języki)
- 1839–1851 Carl Fredrik von Wingård
- 1852–1855 Hans Olov Holmström
- 1856–1870 Henrik Reuterdahl
- 1870–1900 Anton Niklas Sundberg
- 1900–1913 Johan August Ekman
- 1914–1931 Nathan Söderblom
- 1931–1950 Erling Eidem
- 1950–1958 Yngve Torgny Brilioth
- 1958–1967 Gunnar Hultgren
- 1967–1972 Ruben Josefson
- 1972–1983 Olof Sundby
- 1983–1993 Bertil Werkström
- 1993–1997 Gunnar Weman
- 1997–2006 K. G. Hammar
- 2006–2014 Anders Wejryd
- 2014–2022 Antje Jackelén
- od 2022 Martin Modéus